# Kerenzerberg
Der Kerenzerberg ist ein Hochplateau oberhalb des Walensees mit den Streusiedlungen der ehemaligen Gemeinden Filzbach und Obstalden im Kanton Glarus in der Schweiz. Der Kerenzerberg gehört seit dem 1. Januar 2011 zur politischen Gemeinde Glarus Nord. Die Strasse über den Kerenzerberg bildet einen historischen Passübergang zwischen Mollis und Mühlehorn, deren höchster Punkt  auf 743 m Höhe ist.

## Geschichte
Die Kerenzerbergstrasse enzstand von 1840 bis 1851. Der alte Strassenverlauf bestand bis 1964, dann wurde die erste durchgehende Fahrstrasse für Autos in die steilen Felswände des Kerenzerbergs am Ufer des Walensees zwischen Weesen und Mühlehorn  getrieben. Diese Strasse bildet nach dem weiteren Ausbau 1986 noch heute die Autobahn A3 in Richtung Weesen, während die Fahrspuren in der Gegenrichtung in den langen Kerenzertunnel verlegt wurden.
Den Bewohnern des Kerenzerbergs diente der alte Römerweg bis zum Bau der Kirche in Obstalden Anfang des 14. Jahrhunderts als Kirchweg nach Schänis. Bis zum Bau der ersten Kerenzerbergstrasse  war der Weg die Verbindung zum Hauptort Glarus und für die Sekundarschüler bis Ende des 19. Jahrhunderts der Schulweg nach Niederurnen.
Auch die Kriegszüge der Österreicher und der Franzosen führten über den Kerenzerberg.
Der doppelspurige Kerenzerbergtunnel der Hauptachse Zürich–Chur wurde 1960 erstellt und ersetzte die schon im Jahre 1859 erstellten vier kürzeren Tunnels der alten, ebenfalls dem See entlangführenden Einspurstrecke. Aus diesem Trassee wiederum entstand eine Veloroute, womit nur noch Fahrzeuge, die auf der Autobahn nicht zugelassen sind, über den Kerenzerberg fahren müssen.

## Wirtschaft, Verkehr
Auf dem Kerenzerberg gibt es verschiedene Gaststätten sowie Sommer- und Wintersportanlagen. 
Mühlehorn wird stündlich von Regionalzügen der Schweizerischen Bundesbahnen (SBB) und die übrigen Dörfer auch vom Glarner Bus bedient. Konzessionärin des Busbetriebs sind die SBB.

## Sprache
Der Kerenzerberg und seine höchstalemannische Mundart sind in der Sprachwissenschaft bekannt durch die erste phonetisch exakte Beschreibung eines deutschen Ortsdialekts durch Jost Winteler in den 1870er Jahren (veröffentlicht 1876).